# Knivattacken i Glasgow

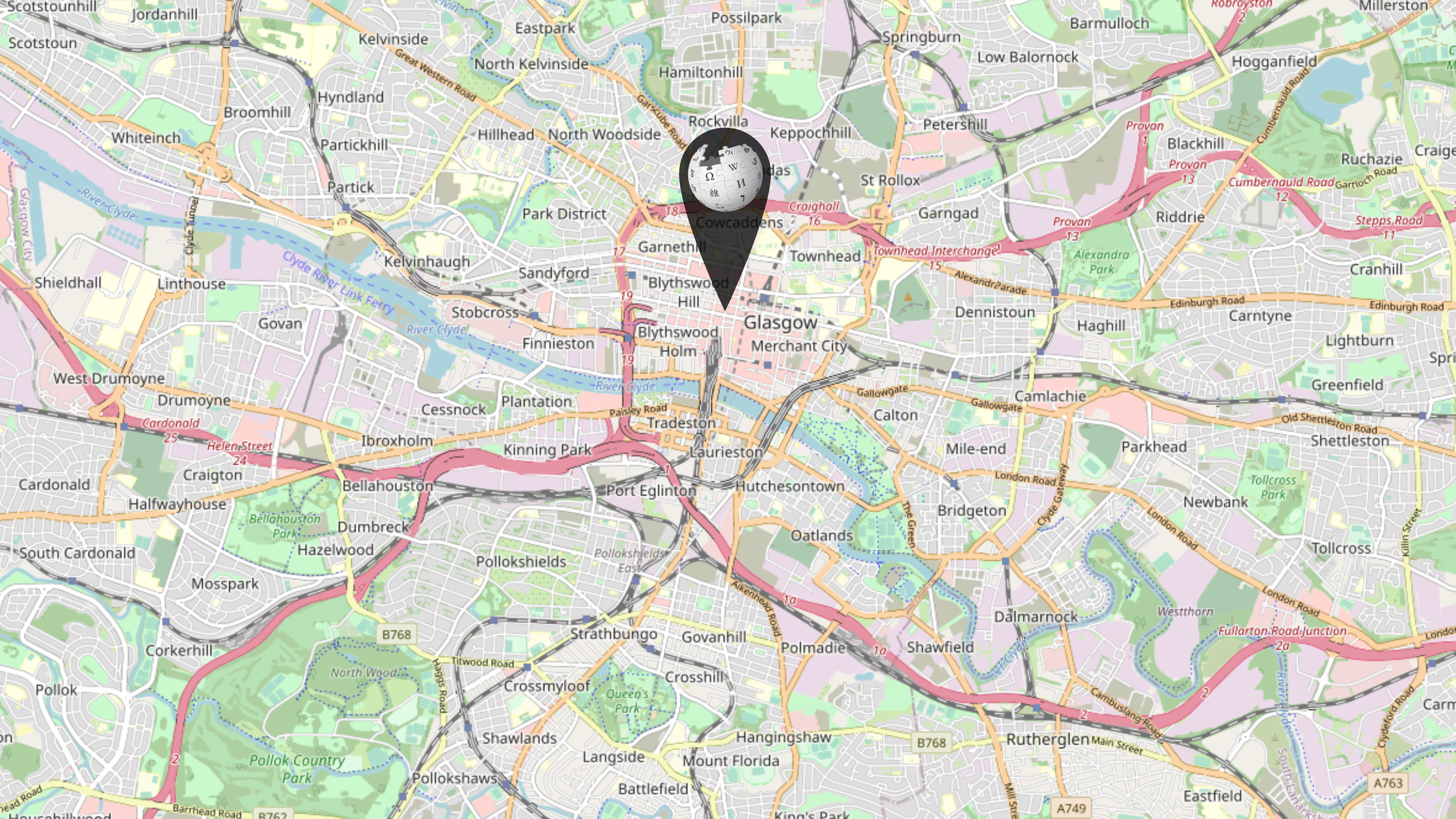
Platsen där knivattacken ägde rum.

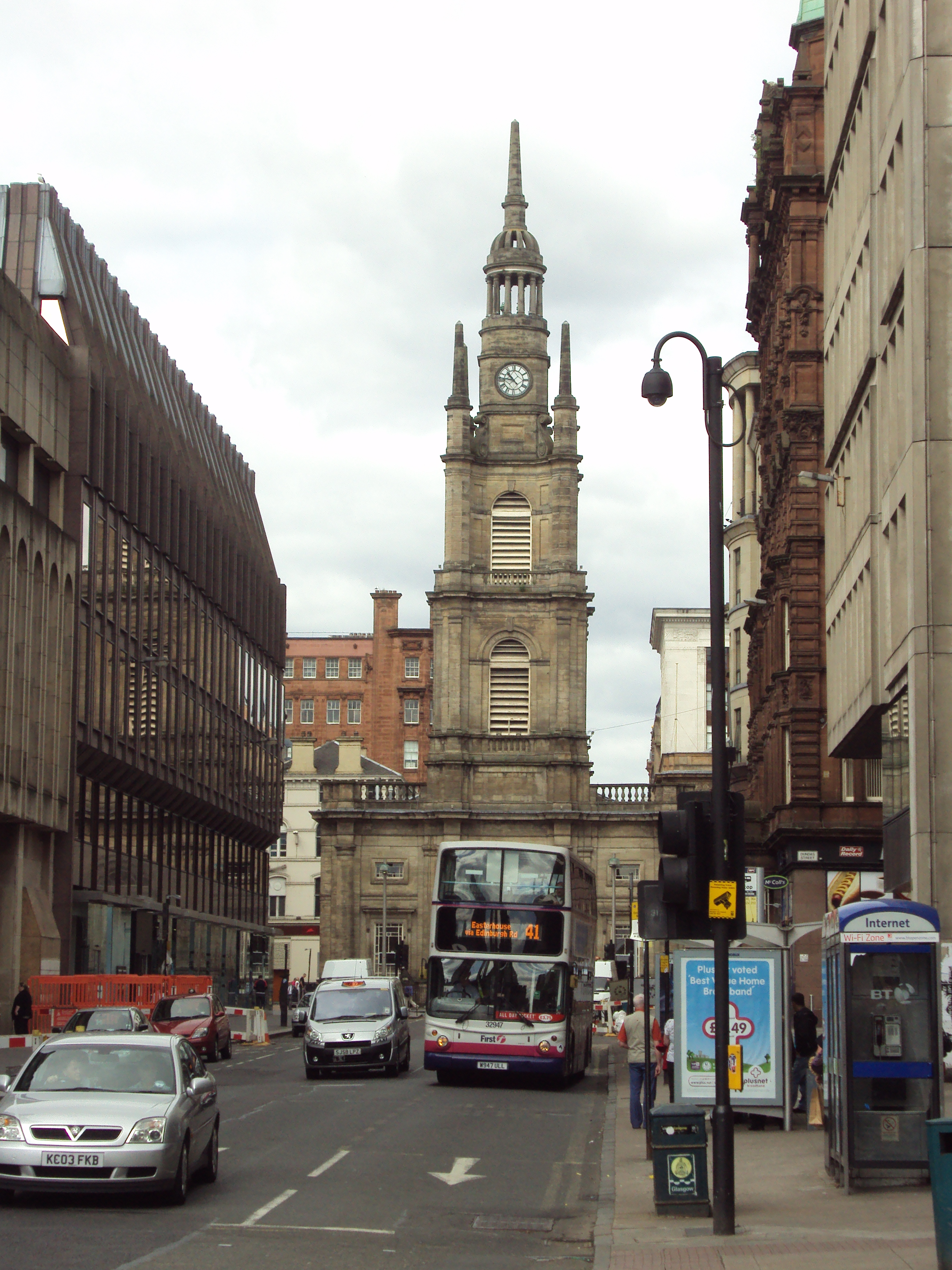
West George Street i Glasgow.

Knivattacken i Glasgow ägde rum den 26 juni 2020 när en manlig gärningsman vid 12:50 lokal tid högg 6 personer med kniv vid receptionen på ett Park Inn-Hotell på West George Street i centrala Glasgow. Hotellet som ligger mellan West George Lane och West George Street är hem till ett antal asylsökande under coronaviruspandemin. 6 personer skadades i attacken varav en polis och 2 tonåringar blev allvarligt skadade men överlevde. Den skotska polisen bekräftar att gärningsmannen har skjutits till döds. Polisen uppger också att man inte letar efter fler gärningsmän samt att attacken inte räknas som terrorbrott.

## Hotellet
Hotellet som har 91 rum stängde temporärt i början av april 2020 och var under våren och sommaren 2020 ett av 6 hotell som användes för att husera asylsökande efter att Mears, vilket är ett företag som tillhandahåller bostäder till asylsökande, flyttade ungefär 400 personer från sina lägenheter till hotell på grund av Covid-19. Home Office slutade även att ge ut det dagliga bidraget på £35 och de hänvisade till att de istället får 3 måltider per dag serverade i matsalar. På hotellen har det rapporterats om att asylsökande nekas läkemedel samt vård. Den 5 maj 2020 avled en 30-årig syrisk flykting på McLays Guest House efter en misstänkt överdos. Mears försvarar beslutet med att personal då inte behövde ge ut kontanter till de asylsökande och därmed minskade risken för smittspridningen.